# Église Saint-Vincent de Bertangles
L'église Saint-Vincent de Bertangles est située à Bertangles, dans le département de la Somme au nord d'Amiens.

## Historique
L'église était, à l'origine, selon toute vraisemblance, la chapelle du château. Son histoire est liée à celle des seigneurs de Bertangles, comme témoignent les armoiries qui ornent le bâtiment. Le début de la construction remonte certainement avant 1611 date de l’arrivée de la famille de Clermont-Tonnerre à Bertangles, car dans la nef, partie la plus ancienne de l'église, deux clefs de voûte portent les armes de la famille de Glizy. Le début de la construction de l'église remonterait donc à la fin du XVIe ou au tout début du XVIIe siècle.
L´église fut agrandie, en 1846, les travaux étant financés par la famille de Clermont-Tonnerre et la famille de Chauvelin. Un chœur à deux bas-côtés fut édifié sur les plans de l'architecte parisien A. Goze. C'est l'un des premiers exemples de construction néo-gothique d'une église rurale. Une chapelle privée fut construite pour les Clermont-Tonnerre ainsi qu'une chapelle funéraire. La nef voûtée de bois, en forme de carène de bateau, a été restaurée en 1984. L'édifice est protégé au titre des monuments historiques : inscription par arrêté du 8 février 2001.

## Caractéristiques
Le bâtiment est construit en brique et pierre avec lits de brique et de pierre alternés. On y distingue deux parties : la nef plus basse que le chœur datant du XVIIe siècle et le chœur reconstruit en style néo-gothique.
À l’intérieur on peut admirer dans le bas-côté gauche se trouve un  monument en pierres élevé en 1852 par les frères Duthoit en style néo-renaissance. Ce monument a été érigé à la mémoire de Julian de Clermont-Tonnerre et de son épouse Claude de Rohan. Près du monument, sous la chapelle privée, se trouve la crypte funéraire de la famille de Clermont-Tonnerre.
L’église de Bertangles conserve deux verrières du XVIe siècle dans la chapelle privée, les vitraux représentent des blasons de la famille de Clermont-Tonnerre. Ceux des fenêtres hautes du chœur datent de 1870, ils sont l'œuvre de l’atelier Darquet d'Amiens. Ils représentent saint Vincent et sainte Theudosie. Les vitraux les plus récents ont été réalisés par l'atelier Claude Barre.

## Photos

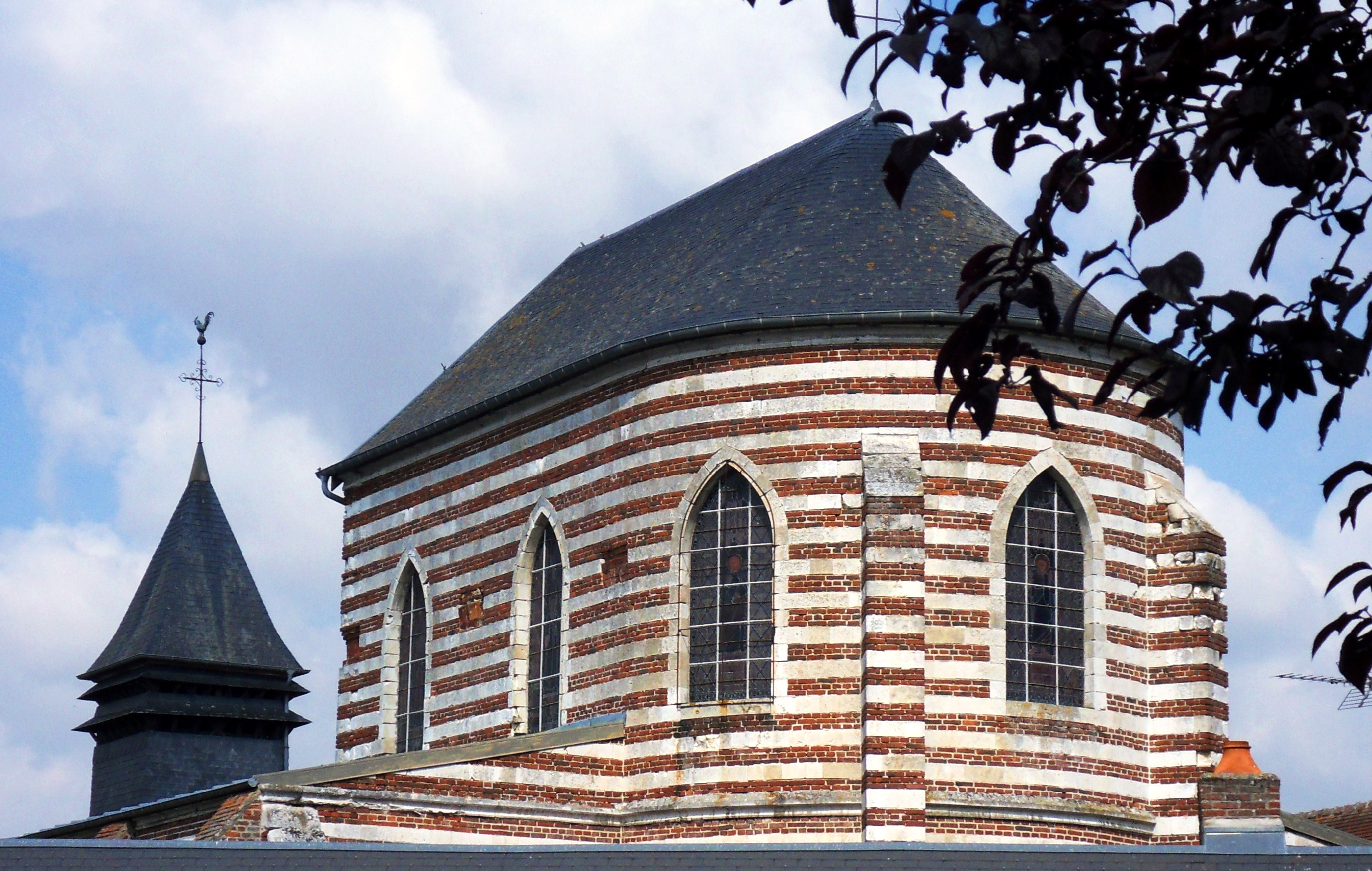
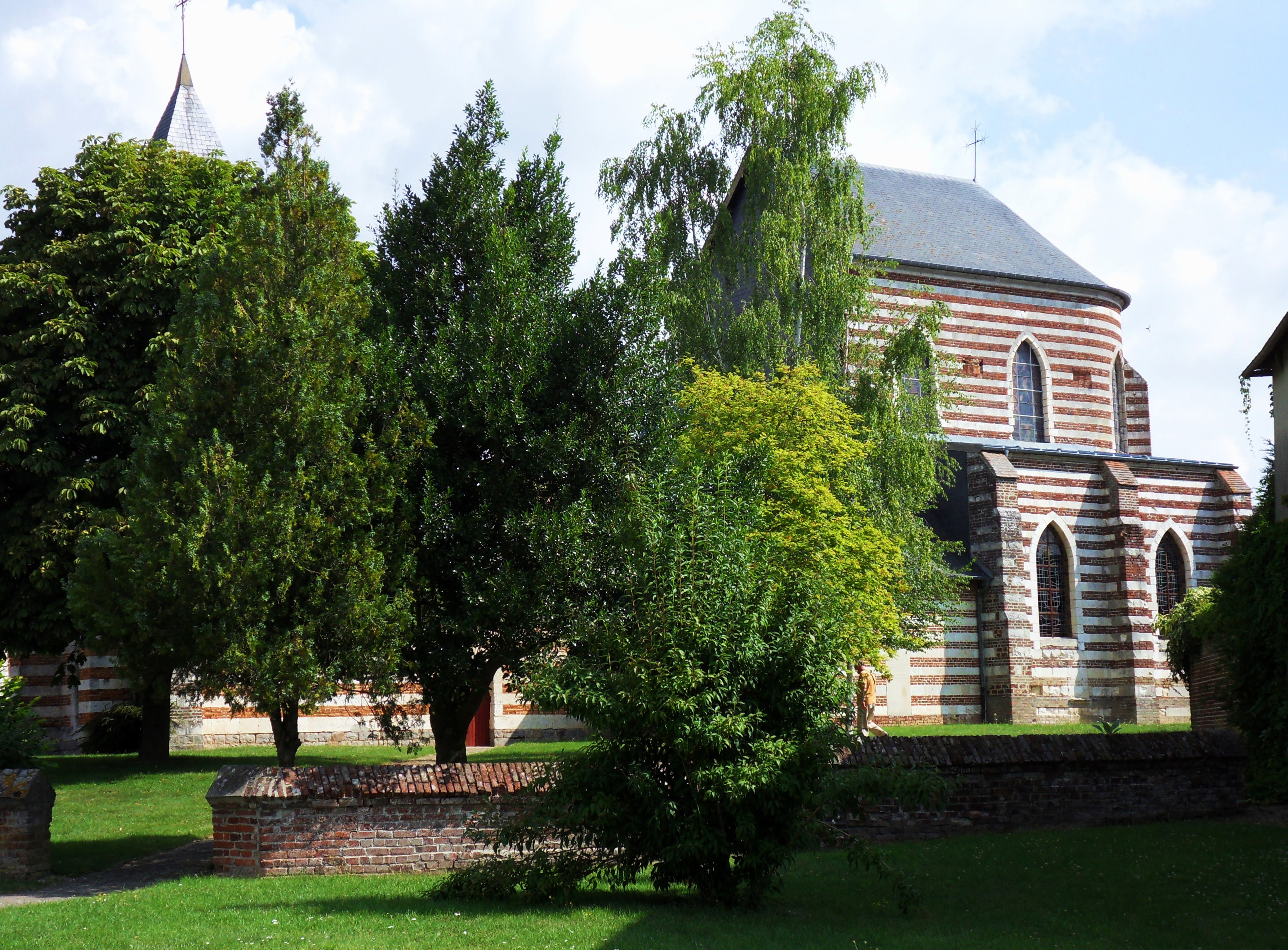